# A8V戰鬥機
Seversky A8V是一款由塞弗斯基飛機公司研製的雙座戰鬥機，早期服役於大日本帝國海軍航空隊，部分機型則於二戰時成為美國陸軍航空軍教練機。是少數二戰時期軸心國與同盟國同時都有使用的軍機，也是唯一一款美國與日本同時都有使用的軍機。

## 發展
A8V是P-35戰鬥機的雙座版本，而P-35單座戰鬥機的起源可追溯到SEV-3水陸兩棲飛機(該機後來被發展成BT-8基礎教練機)。塞弗斯基的首席設計師亞歷山大·卡特維利根據SEV-3，設計出一款雙座戰鬥機SEV-2XP。這款飛機搭載了一具735 hp（548 kW）的萊特1670星形引擎，配備固定起落架並裝有氣動整流罩，武裝包括一挺0.50英寸（12.70 mm）機槍和一挺0.30英寸（7.62 mm）機槍，此外還有一挺0.30英寸（7.62 mm）機槍用於後方防禦。
1935年，美國陸軍航空兵團發布新型單座戰鬥機的招標，塞弗斯基以SEV-2XP（儘管是一架雙座飛機）參加競標。然而，該飛機在1935年6月18日運送至萊特機場測試時受損。陸軍航空兵團因此延遲到1936年3月，塞弗斯基藉此段空擋將該戰鬥機改造成單座SEV-1XP，並配備了可收放起落架和萊特R-1820星形引擎。
塞弗斯基曾將20架2PA-B3出售給日本海軍，因此惹上非議。該機型短暫地在中國抗日戰爭以Navy Type S Two-Seat Fighter or A8V1或A8V1（盟軍代號為"Dick"）名稱服役於海軍航空隊，然而因在戰場用處不大，不久後就轉作為陸上偵察機使用，並出售兩架給朝日新聞社，一架給每日新聞。而蘇聯曾購買兩架示範機，雖然在測試後購買了生產許可，但最終並未量產。瑞典曾訂購52架2PA（瑞典編號B 6），但截至1940年只收到兩架，其餘50架被扣押。1940年6月18日，美國宣佈對除了英國之外的任何國家實施武器出口禁運，扣押的50架2PA編入美國陸軍航空兵團服役，作為AT-12 Guardsman高級教練機使用。

## 型號
2PA
P-35戰鬥機的雙座版本
2PA-202 -嘗試販售到歐洲的展示機，共1架
2PA-A -提供蘇聯測試的版本，共1架
2PA-B - 嘗試販售到歐洲的展示機，共1架
2PA-BX - 嘗試販售到歐洲的展示機，共1架
2PA-B3 -大日本帝國海軍航空隊使用的型號，共20架（Seversky A8V1）
2PA-L -提供蘇聯測試的版本，共1架
A8V1 "Dick"
2PA-B3的日本代號（以及美國代號）
B 6
2PA 的瑞典代號（僅交付2架）
AT-12 衛兵(英語：Guardsman)
美國陸軍航空軍的雙座高級教練機（瑞典訂購了50架2PA，但被扣押）

## 用戶
日本
- 大日本帝國海軍航空隊

 瑞典
- 瑞典空軍

 美国
- 美國陸軍航空兵團

## 外部連結
- Seversky P-35 （页面存档备份，存于） – National Museum of the United States Air Force
- Information about all models and survivors of this series. Also information about new replicas to be built by VCS. （页面存档备份，存于）

## 參考

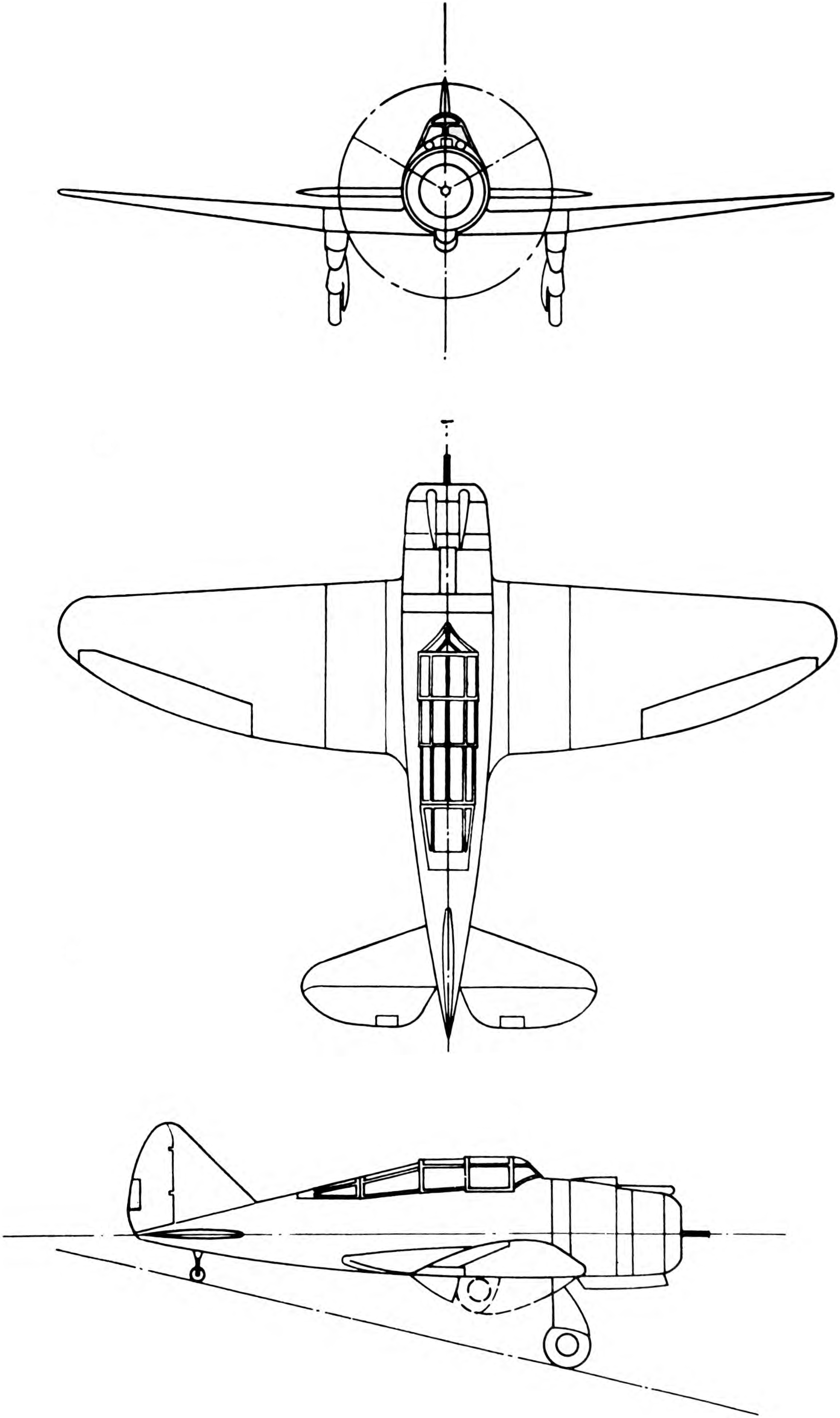
3-view drawing of the Seversky A8V